# USS William P. Lawrence (DDG-110)
USS William P. Lawrence (DDG-110) — 60-й эскадренный миноносец УРО из серии запланированных к 13 сентября 2002 года 62 эсминцев УРО типа «Арли Бёрк», строительство которых было одобрено Конгрессом США. Принят в состав флота 4 июня 2011 года.